# Lucjan Emil Böttcher
Lucjan Emil Böttcher (* 7. Januar 1872 in Warschau; † 29. Mai 1937 in Lemberg) war ein polnischer Mathematiker, nach dem die insbesondere in der komplexen Dynamik wichtige Böttchersche Funktionalgleichung benannt ist.
Böttcher studierte in Warschau, Lemberg und Leipzig. In Leipzig wurde er 1898 unter Sophus Lie und Adolph Mayer mit der Dissertation Beiträge zu der Theorie der Iterationsrechnung promoviert. Anschließend war er an der Polytechnischen Hochschule in Lemberg, zunächst als Assistent, ab 1910 dann als Adjunkt. Böttcher schrieb ungefähr 20 mathematische Arbeiten, die sich zumeist – wie bereits die Dissertation – mit Fragen der Iterationstheorie beschäftigten. Des Weiteren verfasste er einige Lehrbücher. Am 31. August 1935 wurde er pensioniert.
Er war verheiratet und hatte vier Kinder.